# Ir (partido político de Uruguay)
El Ir es un grupo político uruguayo fundado en 2010, integrante del Frente Amplio y de la alianza denominada El Abrazo que comparte con otros dos sectores del Frente Amplio: PAR y Frente en Movimiento.

## Historia
Luego de las  elecciones departartamentales de 2010 en Uruguay, un grupo de más de cien militantes frenteamplistas, provenientes de otros sectores del partido y de los movimientos sociales, fundaron una nueva agrupación en el Frente Amplio a la cual denominaron Ir. Entre los miembros fundacionales del Ir se encuentran Macarena Gelman, Alejandro Zavala y Martín Rebella. Los motivos por los cuales se formó la agrupación incluían el propósito de lograr una renovación generacional en el Frente Amplio, así como la demanda de una autocrítica al Frente Amplio por la derrota en el plebiscito constitucional para anular la Ley de Caducidad, y por el veto presidencial a la Ley de Salud Sexual y Reproductiva. Además, el Ir buscaba contribuir a la conformación de prácticas y mecanismos políticos más plurales dentro del Frente Amplio, impulsando, entre otras medidas, la elección del presidente del Frente Amplio en elección abierta y la incorporación de nuevos espacios y herramientas de participación.
En febrero de 2012, un grupo de dirigentes frenteamplistas manejó el nombre de Alejandro Zavala como posible candidato a la presidencia del Frente Amplio.  Sin embargo, Zavala anunció que no sería candidato porque en el Frente Amplio no estaban dadas las condiciones para consolidar una presidencia que trascendiera la polarización de los sectores.
En octubre de 2013, el Ir anunció el apoyo a la candidatura presidencial de Constanza Moreira para las  elecciones internas de 2014. Asimismo, en marzo de 2014 anunció la candidatura a diputada de Macarena Gelman. En las  elecciones internas de junio de 2014 obtuvo 11.292 votos al Órgano Deliberativo Nacional, siendo la novena fuerza del Frente Amplio a nivel nacional y la quinta en Montevideo. En las elecciones nacionales del 26 de octubre de 2014 el sector obtuvo una banca en la Cámara de Representantes por el departamento de Montevideo.
En el Plenario Nacional del Frente Amplio del 5 de marzo de 2016 el Ir ingresa formalmente a la fuerza política, tras obtener la mayoría especial de 4/5 de integrantes sin que se registrara más de un 10% de votos en contra o abstenciones. Si bien el grupo era de filiación frenteamplista desde su fundación y ya formaba parte de la bancada del partido en el Parlamento, la decisión del plenario es el requisito formal para participar oficialmente de la estructura y los órganos de decisión.
A fines de 2018, después de una votación interna, el Ir decide apoyar al precandidato presidencial Daniel Martínez para las elecciones nacionales de 2019. 
Patricia González Viñoly, integrante del Ir y hasta comienzos de 2019 directora de la Asesoría para la Igualdad de Género de la Intendencia de Montevideo, fue quien encabezó la lista de candidatos de la agrupación para las elecciones de 2019. González Viñoly fue además coordinadora general de la campaña presidencial de Martínez.
De cara a las elecciones parlamentarias de octubre de 2019, el Ir se integró a El Abrazo (una alianza conformada también por Magnolia, el Frente en Movimiento y el Colectivo Plena). Se presentó una lista encabezada al Senado  por Patricia Kramer y a la Cámara de Representantes por 
Patricia González Viñoly. Sin embargo, en 2019 El Abrazo estuvo a tan solo unos pocos cientos de votos de conseguir una banca en la Cámara de Representantes. Quedando de esta manera sin representación parlamentaria.
En las elecciones Departamentales de 2020 El Abrazo consigue una banca en la Junta Departamental de Montevideo. En los meses previos el grupo Magnolia se había retirado de la alianza.
En el año 2023 el grupo PAR liderado por la diputada Cristina Lustemberg se integra a El Abrazo. 
A comienzos de 2024 abandonan el sector Patricia González y Martín Couto.
En las elecciones internas del 30 de junio de 2024 El Abrazo apoya la candidatura de Yamandú Orsi y obtiene 13806 votos ubicándose como la 7.ª lista más votada del Frente Amplio.

## Ideología
El Ir es una fuerza política de izquierda. En su documento fundacional, proclama la búsqueda de una distribución justa de la riqueza, así como la lucha contra toda forma de discriminación.
El lema de la agrupación es “Izquierda con un nuevo sentido”. A las aspiraciones clásicas de la izquierda política, agrega nuevos desafíos como el cuidado del medio ambiente, la perspectiva de género y el respeto a la diversidad de opciones de vida.
Entre sus principios fundacionales se encuentra la lucha por el ejercicio real de los Derechos Humanos. En el plano económico, señala entre sus principios el desarrollo sustentable y el apoyo a los actores de la economía social. Plantea, asimismo, una reforma amplia de la Constitución para rediscutir las instituciones del país. Propone la inclusión de más mecanismos de democracia directa. Aspira a la democratización de los medios de comunicación y a la socialización del conocimiento. Plantea la rediscusión de la necesidad de un ejército en el país. En el plano internacional, se inclina por una integración regional en el marco del Mercosur y la UNASUR.
En diciembre de 2017 concluye el Primer Congreso Ideológico del Ir, cuyas resoluciones se aprobaron en febrero de 2018. En su resolución final entre otras cosas manifiesta "No hemos renunciado a las grandes discusiones: la igualdad sustantiva, la libertad colectiva, la dispersión del poder, la justicia, la superación del capitalismo. El punto de partida es que un mundo mejor para todas y todos es posible". Como resultado de este proceso, el Ir se declara feminista y crea el Frente feminista del Ir.

## Financiamiento
El Ir no acepta dinero de empresas o empresarios para su financiamiento. Manifestando que el financiamiento de los partidos políticos y sus campañas electorales debería realizarse únicamente con recursos públicos o con pequeños aportantes. Dicha decisión se fundamente en que cree que es muy importante apostar a desmercantilizar la política  y es imprescindible garantizar que cada vez dependa menos de cuánto tiene cada uno para ser elegido.